# Ovo (Cirque du Soleil)
Ovo é um espetáculo do Cirque du Soleil montado em 2009. Dirigido pela brasileira Deborah Colker, é tematizado no universo de insetos e sua biodiversidade. Sua trilha sonora é composta e interpretada por brasileiros, explorando sonoridades da própria música brasileira
.

## Criadores
- Guy Laliberté: Fundador
- Gilles Ste-Croix: Guia artístico
- Deborah Colker: Escritora, diretora e coreógrafa
- Chantal Tremblay: Diretora de criação
- Gringo Cardia: Designer do palco
- Liz Vandal: Design das fantasias
- Fred Gérard: Design dos equipamentos acrobáticos
- Berna Ceppas: Compositor
- Eric Champoux: Iluminação
- Jonathan Deans: Designer de som
- Philippe Aubertin: Designer das performances acrobáticas
- Julie Bégin: Maquiagem
- Murilo Rodrigues de Lima: Computação gráfica

## Curiosidades
- Deborah Colker é uma coreógrafa brasileira e a primeira mulher a dirigir um show do Cirque du Soleil.